# Paul Rowe
Paul Rowe (né le 5 mai 1914 à Somerville (Massachusetts) et mort le 28 août 1993) est un hockeyeur sur glace américain. Lors des Jeux olympiques d'hiver de 1936 disputés à Garmisch-Partenkirchen il remporte la médaille de bronze.

## Palmarès
- Médaille de bronze aux Jeux olympiques de Garmisch-Partenkirchen en 1936